# Jonathan Cafú
Jonathan Renato Barbosa – noto come Jonathan Cafú – (Piracicaba, 10 luglio 1991) è un calciatore brasiliano, centrocampista del Botafogo-SP.

## Palmarès

### Club

#### Competizioni nazionali
- Campionato bulgaro: 2

Ludogorec: 2015-2016, 2016-2017
- Campionato serbo: 1

Stella Rossa: 2018-2019